# Litoscalpellum karotkevitschae
Litoscalpellum karotkevitschae är en kräftdjursart som först beskrevs av Zevina 1968.  Litoscalpellum karotkevitschae ingår i släktet Litoscalpellum och familjen Scalpellidae. Inga underarter finns listade i Catalogue of Life.